# Aleksandr Pawłowski
Aleksandr Anatoljewicz Pawłowski (ros. Александр Анатольевич Павловский, biał. Аляксандр Анато́льевіч Паўлоўскі, Alaksandr Anatoljewicz Paułouski; ur. 14 lipca 1936 w Mińsku, zm. 4 lipca 1977) – białoruski szpadzista reprezentujący ZSRR, brązowy medalista igrzysk olimpijskich i mistrzostw świata.
Na igrzyskach olimpijskich w Rzymie w 1960 roku reprezentacja ZSRR w składzie: Guram Kostawa, Bruno Habārovs, Arnold Czernuszewicz, Walentin Czernikow i Aleksandr Pawłowski zdobyła brązowy medal. W rywalizacji indywidualnej nie startował. Był to jego jedyny występ olimpijski.
Podczas mistrzostw świata w Buenos Aires w 1962 roku wspólnie z Arnoldem Czernuszewiczem, Walentinem Czernikowem, Bruno Habārovsem, Dmitrijem Lulinem i Aleksiejem Nikanczikowem zdobył brązowy medal w zawodach drużynowych.